# Aktion Gesunder Rücken
Die 1995 gegründete Aktion Gesunder Rücken (AGR) e. V. ist ein in Bremervörde, Niedersachsen ansässiger Verein.
Vereinszweck ist die Förderung der Forschung, die das Entstehen und das Vermeiden von Rückenschmerzen betrifft, sowie die öffentliche Verbreitung der entsprechenden Forschungsergebnisse.

## Mitglieder
Fördermitglieder des Vereins sind ausschließlich natürliche oder juristische Personen aus der medizinischen Fachwelt, etwa Ärzte und Kliniken. Industrieunternehmen oder Fachhändler sind von der Mitgliedschaft ausgeschlossen.

## Gütesiegel
Der Verein vergibt das AGR-Gütesiegel „Geprüft & empfohlen“, mit dem  besonders rückenfreundliche Produkte ausgezeichnet werden. Es kann an jedes ergonomisch relevante Alltagsprodukt wie Nackenstützkissen, Betten, Autositze, spezielle Sitzmöbel, Büromöbel, Schulranzen, Rollatoren und Gehhilfen, Schuhe und Gartengeräte verliehen werden.
Jedes Produkt muss für eine Auszeichnung Kriterien erfüllen, die von unabhängigen Fachleuten unterschiedlicher medizinischer Bereiche festgelegt worden sind. Im Falle von Beanstandungen gibt das Prüfungsgremium dem Hersteller notwendige Modifizierungen vor. Werden diese umgesetzt, darf das Produkt zu einer erneuten Prüfung eingereicht werden. Nach bestandener Prüfung wird das Gütesiegel der AGR verliehen.
Nach höchstens fünf Jahren kommt es zu einer Nachprüfung, sofern der Hersteller das Siegel weiter nutzen möchte. Jede am Produkt vorgenommene Änderung ist meldepflichtig und kann eine Nachprüfung erforderlich machen. Auch mögliche Änderungen medizinischer Erkenntnisse, die für die Verleihung des Gütesiegels mitentscheidend waren, können die weitere Nutzung des Gütesiegels beeinflussen.
Das AGR-Gütesiegel für rückenfreundliche Produkte wurde im Jahr 2010 von Öko-Test getestet.

## Schulungsprogramme
Der Verein organisiert Schulungsprogramme für Fachhändler, Ärzte und Therapeuten. In dem Fernlehrgang „Von der Verhaltens- zur Verhältnisprävention“ können sich Bewegungsfachkräfte im Bereich Verhältnisprävention weiterbilden.